# Deltocyathus pourtalesi
Espèce
Statut CITES
Deltocyathus pourtalesi est une espèce de coraux appartenant à la famille des Deltocyathidae ou Caryophylliidae.